# Pheia lateralis
Pheia lateralis là một loài bướm đêm thuộc phân họ Arctiinae, họ Erebidae.